# تریستان بوبایا
تریستان بوبایا (انگلیسی: Tristan Boubaya؛ زادهٔ ۲ اکتبر ۱۹۸۹) بازیکن فوتبال است.
از باشگاه‌هایی که در آن بازی کرده‌است می‌توان به باشگاه فوتبال لوریان اشاره کرد.